# Полиция Капитолия США
Полиция Капитолия США (англ. United States Capitol Police) — силовое ведомство, является федеральным правоохранительным органом на который возлагается защита Конгресса Соединённых Штатов в округе Колумбия и на всей территории США.

## Обзор
Полиция конгресса США сформирована в 1828 году. Полиция Капитолия США несёт ответственность за защиту жизни конгрессменов и имущества Конгресса США. Также она занимается предотвращением и расследованием преступных деяний, соблюдения правил дорожного движения во всем большом комплексе зданий конгресса США, в парках и на улицах. Полиция Капитолия обладает исключительной юрисдикцией на всей территории, принадлежащей Конгрессу США. Офицеры полиции Капитолия США также имеют юрисдикцию во всем округе Колумбия для принятия принудительных мер, когда преступление происходит на их глазах. Кроме того, они защищают членов и сотрудников Конгресса и их семей на всей территории Соединённых Штатов. При выполнении этой функции полиция Капитолия США обладает юрисдикцией на всей территории Соединённых Штатов.

## Ранги
| Должность              | Погон |
| ---------------------- | ----- |
| Начальник полиции      |       |
| Помощник начальника    |       |
| Заместитель начальника |       |
| Инспектор              |       |
| Капитан                |       |
| Лейтенант              |       |
| Сержант                |       |
| Детектив               |       |
| Техник                 |       |
| Рекрут                 |       |
| Стажирующийся рядовой  |       |
| Рядовой                |       |